# Airbus NSR
Airbus NSR («New Short Range» — «новый ближнемагистральный») был проектом компании Airbus, планировавшимся как замена семейству Airbus A320. Планировалось начать проектирование в 2014 году и запустить самолёт в серию в 2018 году. Имеющаяся информация крайне скудна и по большей части состоит из информации, полученной от специалистов в области авиации. Активность Airbus в разработке этого проекта остаётся неясной.
Замена A320 должна была иметь обозначение A30X. Президент Airbus North America Барри Экклстон заявил, что замены успешному семейству самолётов не будет как минимум до 2017 года. В январе 2010 года Джон Лихи, тогда являвшийся заместителем генерального директора Airbus по работе с клиентами, заявил, что полностью новый узкофюзеляжный самолёт вряд ли появится раньше 2024—2025 г.
Заменой существующей серии A320 станет Airbus A320neo, которая станет незначительно переработанным продолжением семейства. Существование проекта Airbus A320neo делает появление в ближайшего времени результатов проекта NSR маловероятным.